# Кутище (Ивано-Франковская область)
Кути́ще (укр. Кутище) — село в Тлумачской городской общине Ивано-Франковского района Ивано-Франковской области Украины.
Расположено у реки Днестр.
Население по переписи 2001 года составляло 1137 человек. Занимает площадь 11,765 км². Почтовый индекс — 78020. Телефонный код — 03479.

## История
Первое письменное упоминание 1466 г.
В 1946 году указом ПВС УССР село Кутиско переименовано в Кутище.
В 1848 году из-за того что крестьяне выпасали скот на панской земле в село прибыло 200 солдат австрийской армии, экзекуция в деревне проводилась 10 дней в последствии один человек погиб, 13 были арестованы и три отданы в солдаты.
В 1930-х годах действовала КПЗУ
В 1944-1945 гг. ОУНовцами было убито 49 поляков в селе
В 2011 году Немецкое Народное Общество и Ивано-Франковская облгосадминистрация согласовали провести работы по обнаружению захоронений солдат вермахта времен Великой Отечественной войны.
2012 года село пострадало от паводков
С 2014 года в селе находится ферма по выращиванию фазанов 14 августа 2024 года село посетил управитель Ивано-Франковской епархии УАПЦ Андрей (Абрамчук) и освятил храм-часовню

## Население
- 1989 год 2518 человек
- 2001 год 1511 человек
- 2022 год 1094 человек[8]

## Памятки
- Церковь ПЦУ 1995 г.
- Музей истории села[9]

## Известные люди
- Андрей (Абрамчук) управляющий Ивано-Франковской епархии УАПЦ, УПЦ КП и ПЦУ в 2024 году посетил село